# ناحية كوخرد
ناحية كوخرد بالفارسية: بخش كوخرد)، هي مدينة وعاصمة سهل مدي آباد، في مقاطعة بستك، محافظة هرمزغان، إيران. بلغ عدد سكانها في تعداد 2006 3.144 نسمة، يتوزعون على 637 عائلة. كانت كوخرد تقليديًا جزءًا من منطقة لار.

## الموقع والجغرافيا
تقع كوخرد في الجانب الجنوبي الغربي من إيران في محافظة هرمزغان، على بعد 155 كيلومترًا جنوب مدينة لار و45 كيلومترًا من مقاطعة بستك. وتقع على الضفة الشمالية لنهر مهران. وتفصل سلسلة جبال الناخ من جهة الشمال بينها وبين ناحية (زنكارد) وتحدها من جهة الغرب ناحية (هرنگ) على بعد ثلاث كيلومترات ومن جهة الشرق قرية (چاله) التي تبعد نصف كيلومترا تقريبًا.

## التاريخ
تعود حضارة كوخرد إلى أكثر من 2000 عام. تشمل الأدلة في علم الآثار القديم على وجود بعض الآثار القديمة التي عُثر عليها في كوخرد تعود إلى السلالة الساسانية.

### الآثار
من بين الآثار القديمة التي عُثر عليها في كوخرد ثلاثة قلاع وهي:
- قلعة سيبة
- قلعة أماج
- قلعة توصيلة
  - حمام سيبة
  - جامع قبلة